# Manfred Fleischhammer
Manfred Fleischhammer (* 22. Juli 1928 in Halle an der Saale) ist ein deutscher Arabist und Islamwissenschaftler. Er war von 1970 bis 1990 Professor für Semitische Philologie und Islamkunde an der Martin-Luther-Universität Halle-Wittenberg.

## Leben
Ab 1946 studierte er Theologie, semitische Philologie und Islamkunde an der Martin-Luther-Universität Halle-Wittenberg. Er promovierte 1955 bei Johann Fück mit einer Arbeit über das Kitāb mašāhīr ʿulamā al-amṣār des Traditionariers Ibn Ḥibbān al-Bustī und wurde im Jahr darauf Dozent für Arabistik und Islamkunde an der Universität Halle. Mit Quellenuntersuchungen zum Kitāb al-Aġānī („Das Buch der Lieder“) aus dem 10. Jahrhundert habilitierte er sich 1965. 
Als Nachfolger seines akademischen Lehrers Johann Fück war Fleischhammer von 1966 bis 1969 Geschäftsführer des Orientalischen Seminars in Halle. 1969 wurde er stellvertretender Sektionsdirektor der Sektion Orient- und Altertumswissenschaften, im Folgejahr wurde er zum ordentlichen Professor für Semitische Philologie und Islamkunde berufen. 1980 wurde er Direktor der Sektion Orient und Altertumswissenschaften. 1990 wurde er emeritiert.

## Schriften (Auswahl)
- Hg.: Studia Orientalia in memoriam Caroli Brockelmann. Halle 1968, OCLC 225330765.
- mit Wiebke Walther (Hgg.): Chrestomathie der modernen arabischen Prosaliteratur. Leipzig 1982, OCLC 804646819.
- Hg.: Altarabische Prosa. Leipzig 1991, ISBN 3-379-00334-4.
- Die Quellen des Kitāb al-Aġānī. Wiesbaden 2004, ISBN 3-447-05079-9.